# Running Wild
Running Wild är ett tyskt speed/heavy-metal-band från Hamburg, Tyskland. Bandet har sedan 1987 då albumet Under Jolly Roger släpptes ett eget tema i form av pirater. Tidigare använde bandet hedningasymboler och sjöng om forntida teman. Bandet, som bildades 1976, lade ner sin verksamhet 2009. Men 2012 meddelade bandets grundare, Rolf Kasparek, att de återigen skulle bli aktiva och sen dess har de släppt nya album.

## Historia
Bandet startades 1976 och hette från början "Graniteheart". det kategoriseras ofta tillsammans med samtida tyska hårdrocksband som till exempel Helloween, Gamma Ray, Rage, Blind Guardian och Grave Digger. Under tidigt 1980-tal släppte Running Wild två demos som följdes av deras debutplatta Gates To Purgatory. Debutalbumet handlar mycket om satanism och brukandet av magiska symboler, som var vanligt för metallband på den tiden. Det var först med albumet Under Jolly Roger 1987 som bandet började få fram sitt pirattema som har varit obligatoriskt för Running Wild under deras existens. Running Wild slog sedan igenom med sina följande album som Port Royal, Death Or Glory, Blazon Stone och Pile Of Skulls. Många av deras låtar handlar om historiska händelser och personer som Calico Jack, Klaus Störtebeker, Slaget vid Waterloo, Slaget vid Little Big Horn och många andra. Med albumet Masquerade började bandet med en trilogi som handlar om kampen mellan det onda och goda: Masquerade handlar om den maskerade ondskan, The Rivalry berättar i sin tur om kriget mellan det goda och onda, och slutligen Victory som handlar om de godas seger över det onda. Trilogin följdes av The Brotherhood 2002 som blev en succé, och Rouges En Vouge 2005 som är inspelat i Rolf Kaspareks egen studio. Rolf Kasparek är den enda originalmedlemmen som är kvar i bandet som ständigt har bytt medlemmar. Han är också den som skrivit de flesta av låtarna.
I maj 2009 meddelade Running Wild att bandet kommer läggas ner temporärt, och de sade tillfälligt farväl genom sin senaste livekonsert i Wacken Open Air 2009.
21 oktober 2011 meddelade Rolf Kasparek att Running Wild åter var aktivt och släppte skivan Shadowmaker i april 2012.
I oktober 2013 släppte Running Wild albumet Resilient som har fått god kritik i flera länder.
Den andra augusti 2014 blev det officiellt att Running Wild kommer att återvända till Wacken Open Air 2015, vilket även kommer att bli deras enda spelning under 2015.
Running Wild släppte i augusti 2016 albumet Rapid Foray.

## Musikstil
Running Wilds grundare Rolf Kasparek var från början inte influerad av något annat band, utan visste hela tiden hur han ville att bandet skulle låta. Musiken är grundad på "rå, otämjd naturlig kraft" med dominerande rytmer, hårda melodiösa riff, råmande gitarrtoner och Kasparekts piratinspirerande sångröst. I texterna finns kommentarer om krig och kampen om pengar.
Running Wilds ¨sound¨ beror även på Kaspareks annorlunda plektrumteknik, då han använder sitt lillfinger för att dämpa strängarna. Anledningen till att han börja spela på det sättet är för att han som ung blev inspirerad av Paul Stanley att ha gitarren långt ner, och på grund av det blev han tvungen att hålla högerhanden på ett annorlunda sätt för att kunna spela effektivt. Många låtar spelas ofta väldigt snabbt med "alternate picking"-teknik. Om man studerar hans teknik med höger hand och jämför med andra gitarrister inom samma genre lägger man märke till hur lite Kasparek rör sin högra hand, den ser ut att nästan vara helt stilla, bara tumme och pekfinger som håller plektrumet arbetar medan handen i övrigt nästan helt stilla vilande precis framför gitarrens stall.

## Medlemmar
Nuvarande medlemmar
- Rock 'n' Rolf (Rolf Kasparek) – gitarr, sång (1979–2009, 2011– ), basgitarr (2004)
- Peter Jordan – gitarr (2005–2009, 2011– )
- Ole Hempelmann – basgitarr (2019– )
- Michael Wolpers – trummor (2019– )

Tidigare medlemmar
- Manfred Bünning – pyroteknik
- Matthias Kaufmann – basgitarr (1979–1982)
- Hasche (Wolfgang Hagemann) – trummor (1979–1987)
- Uwe Bendig – gitarr (1979–1982)
- Stephan (Stephan Boriss) – basgitarr (1982–1987)
- Preacher (Gerald Warnecke) – gitarr (1982–1985)
- Majk Moti – gitarr (1985–1990)
- Jens Becker – basgitarr (1987–1992)
- Stefan Schwarzmann – trummor (1987–1988, 1992–1993)
- Iain Finlay – trummor (1988–1989)
- AC (Rüdiger Dreffein) – trummor (1990–1992)
- Axel Morgan – gitarr (1990–1993)
- Bodo (Thomas Smuszynski) – basgitarr (1992–2000)
- Jörg Michael – trummor (1994–1998)
- Thilo Hermann – gitarr (1994–2001)
- Angelo Sasso – trummor (1999–2002, död 2007)
- Peter Pichl – basgitarr (2001–2008)
- Matthias "Metalmachine" Liebetruth – trummor (2002–2009)

Turnerande medlemmar
- Ole Hempelmann – basgitarr (2015–2019)
- Michael Wolpers – trummor (2015–2019)
- Hasche (Wolfgang Hagemann) – trummor (1989)
- Jörg Michael – trummor (1990)
- Chris Efthimiadis – trummor (1998–1999, 2000–2001)
- Bernd Aufermann – gitarr (2002–2005)
- Jan-Sören Eckert – basgitarr (2009)

## Diskografi
Demo
- 1981 – Rock from Hell
- 1983 – Demo 2
- 1983 – Demo 3
- 1984 – Demo 4

Studioalbum
- 1984 – Gates to Purgatory
- 1985 – Branded and Exiled
- 1987 – Under Jolly Roger
- 1988 – Port Royal
- 1989 – Death or Glory
- 1991 – Blazon Stone
- 1992 – Pile of Skulls
- 1994 – Black Hand Inn
- 1995 – Masquerade
- 1998 – The Rivalry
- 2000 – Victory
- 2002 – The Brotherhood
- 2005 – Rouges en Vogue
- 2012 – Shadowmaker
- 2013 – Resilient
- 2016 – Rapid Foray

Livealbum
- 1988 – Ready for Boarding
- 2002 – Live
- 2011 – The Final Jolly Roger · Wacken 2009

EP
- 1984 – Victim of States Power
- 1989 – Bad to the Bone
- 1990 – Wild Animal
- 1991 – Little Big Horn
- 1998 – The Rivalry
- 2019 – Crossing the Blades

Singlar
- 1992 – "Lead or Gold"
- 1994 – "The Privateer"
- 2000 – "Revolution"
- 2019 – "Crossing the Blades"
- 2019 – "Ride on the Wild Side"

Samlingsalbum
- 1984 – Heavy Metal Like a Hammerblow
- 1990 – Under Jolly Roger / Port Royal (2CD, utgiven i Japan)
- 1991 – Gates to Purgatory / Branded and Exiled (utgiven i Japan)
- 1998 – The Story of Jolly Roger
- 2000 – Singles Collection 2000 (utgiven i Ryssland)
- 2002 – Легенды Зарубежного Рока (utgiven i Ryssland)
- 2002 – The Legendary Tales (3CD box)
- 2003 – 20 Years in History: Best Of (2CD)
- 2006 – Best of Adrian
- 2016 – Riding the Storm - The Very Best of the Noise Years 1983-1995
- 2018 – Pieces of Eight (7 x 12" vinyl box)
- 2019 – The Rivalry / Victory (2 x 12" vinyl box)

Video
- 1990 – Death or Glory Tour - Live (VHS)
- 2002 – Live (DVD)
- 2011 – The Final Jolly Roger (DVD)

Annat
- 1983 – Rock from Hell - German Metal Attack (delad 12" vinyl: Running Wild / Grave Digger / S.A.D.O. / Railway / Rated X / Iron Force)
- 1984 – Death Metal (delad 12" vinyl: Helloween / Hellhammer / Running Wild / Dark Avenger)
- 1985 – Metal Attack Vol. 1 (delad 12" vinyl: Helloween / Celtic Frost / Running Wild / Grave Digger / Sinner / Warrant)
- 1992 – "Sinister Eyes" (promo-singel)
- 2016 – "Inside My Crosshairs" / "Warmongers" (delad 7" vinyl: Running Wild / Sodom)